# Conduite sous influence

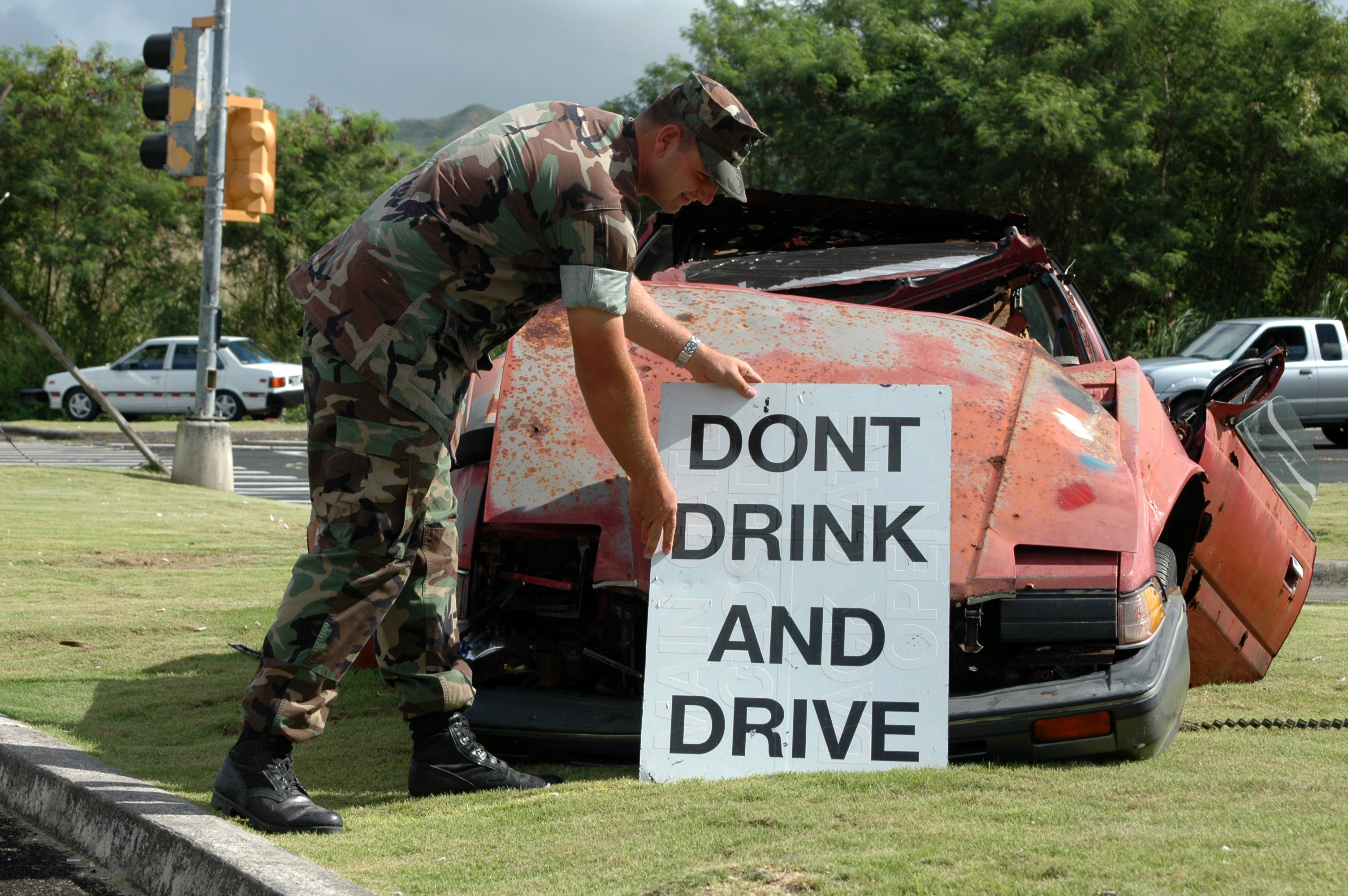
Un panneau « Don't drink and drive » (traduisible en français par « Boire ou conduire, il faut choisir ») est placé devant une voiture accidentée pour décourager la conduite avec facultés affaiblies.

La conduite sous influence (ou conduite sous l'empire de la drogue ou conduite avec facultés affaiblies) est le délit ou l'infraction consistant à conduire ou contrôler un véhicule à moteur en ayant ses facultés affaiblies par l'alcool ou d'autres drogues (y compris les drogues récréatives comme le cannabis et celles prescrites par les médecins) à un niveau qui rend le conducteur incapable de conduire en toute sécurité.

## Définition
L'infraction criminelle peut ne pas impliquer la conduite réelle du véhicule, mais peut plutôt inclure le fait d'être physiquement en état d'ébriété « aux commandes » d'une voiture, même si la personne accusée n'est pas en train de conduire,. Par exemple, une personne trouvée dans le siège du conducteur en état d'ébriété et tenant les clés de la voiture, même lorsqu'elle est garée, peut être verbalisée parce qu'elle contrôle le véhicule.
Le dictionnaire Merriam Webster définit le « driving under the influence » (DUI) aux États-Unis comme un « acte ou crime de conduire un véhicule alors que l'on est sous l'effet de l'alcool ou de la drogue ».
Dans certains pays (dont l'Australie et de nombreuses juridictions à travers les États-Unis), une personne peut être accusée d'une infraction pénale pour avoir fait du vélo, de la planche à roulettes ou du cheval en état d'ébriété ou sous l'influence de l'alcool,,.
Contrairement aux pays anglophones, en France le terme de conduite sous emprise est préféré à celui de conduite sous influence, notamment en cas de Délit de conduite sous l'empire d'un état alcoolique ou de 
Contravention de conduite sous l'empire d'un état alcoolique.

## Alcool
Avec la consommation d'alcool, le niveau d'intoxication d'un conducteur ivre est généralement déterminé par une mesure de l'alcoolémie mais cela peut aussi être exprimé comme une mesure de test respiratoire, souvent appelée BrAC. Une mesure de l'alcoolémie ou de BrAC dépassant le seuil spécifique, tel que 0,08 %, définit l'infraction pénale sans qu'il soit nécessaire de prouver la déficience. Dans certaines juridictions, il existe une catégorie aggravée d'infraction à une alcoolémie plus élevée, comme 0,12 %, 0,15 % ou 0,25 %. Une juridiction, comme l'état américain du Colorado, peut imposer une teneur sanguine maximale en THC pour les conducteurs qui ont consommé du cannabis, mais cela a été difficile à appliquer.
Dans certains pays, l'alcoolémie est mesurée en gramme par litre de sang, avec 0,5 g/L similaire à un taux de 0,05%. Le pour mille est aussi utilisé avec 0,5 ‰ = 0,05%.

### Alcoolémie

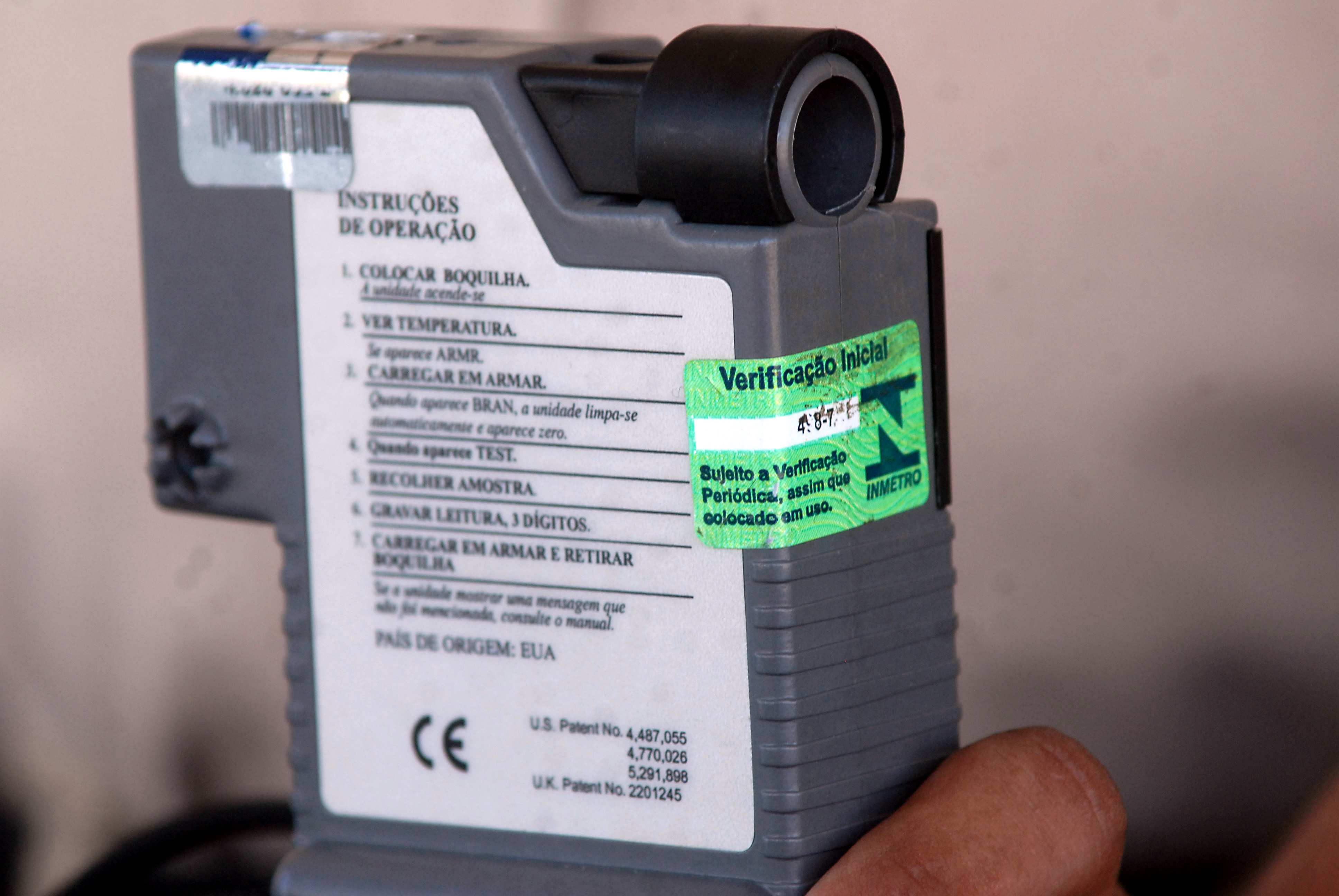
Un éthylomètre utilisé par la police (Alco-Sensor IV).

#### Effets de l’alcool sur les capacités de conduire
Boire suffisamment d'alcool pour avoir une alcoolémie de 0,03 à 0,12 % provoque généralement une apparence rouge sur le visage et une altération du jugement et de la coordination musculaire fine. Une alcoolémie de 0,09 % à 0,25 % entraîne une léthargie, une sédation, des problèmes d'équilibre et une vision trouble. Une alcoolémie de 0,18 % à 0,30 % peut provoquer une confusion profonde, des troubles de l'élocution, des étourdissements et des vomissements. Une alcoolémie de 0,25 % à 0,40 % peut provoquer une stupeur, une perte de conscience, une amnésie antérograde, des vomissements et une dépression respiratoire (potentiellement mortelle). Une alcoolémie de 0,35 % à 0,80 % peut entraîner jusqu'à un coma, une dépression respiratoire potentiellement mortelle voire une intoxication alcoolique mortelle. Il existe un certain nombre de facteurs qui influent sur l'alcoolémie, y compris le poids, la période pendant laquelle l'alcool est bu et si le sujet a mangé pendant la période de consommation.

#### Quantification de l'alcool
L'éthylotest est un appareil permettant d'estimer l'alcoolémie à partir d'un échantillon d'haleine. Il est inventé par Robert Frank Borkenstein et enregistré comme marque commerciale en 1954 sous le nom de "breathalyzer", mais de nombreuses personnes utilisent le terme pour désigner tout appareil générique pour estimer la teneur en alcool dans le sang. Avec ce test scientifique d'alcoolémie, les régimes d'application de la loi sont passés des tests de sobriété (comme demander au suspect de se tenir sur une jambe) à une alcoolémie supérieure à la quantité prescrite au volant. Cependant, cela n'exclut pas l'existence et l'utilisation simultanées des tests subjectifs plus anciens dans lesquels les policiers mesurent l'intoxication du suspect en lui demandant de faire certaines activités ou en examinant ses yeux et ses réponses.
L'alcoolémie peut être mesurée comme un simple pourcentage d'alcool dans le sang par le poids. La recherche montre une augmentation exponentielle du risque relatif d'accident avec une augmentation linéaire de l'alcoolémie. En Europe, il est généralement exprimé en milligrammes d'alcool pour 100 millilitres de sang. Cependant, 100 millilitres de sang pèsent essentiellement le même poids que 100 millilitres d'eau qui pèsent exactement 100 grammes. Ainsi, à toutes fins pratiques, c'est la même chose que l'alcoolémie sans dimension et en pourcentage. La mesure pour mille, qui est égale à dix fois la valeur en pourcentage, est utilisée au Danemark, en Allemagne, en Finlande, en Norvège et en Suède.
Selon la juridiction, l'alcoolémie peut être mesurée par la police à l'aide de trois méthodes : le sang, l'haleine ou l'urine. Aux fins de l'application de la loi, la respiration est la méthode préférée, car les résultats sont disponibles presque instantanément. La validité de l'équipement et des méthodes de test et les relations mathématiques pour la mesure de l'haleine et de l'alcool dans le sang sont  critiquées. L'accusation d'un test et d'un étalonnage de l'équipement incorrects sont souvent utilisés pour se défendre de l'infraction.

#### Dangers et aspects juridiques
Conduire en consommant de l'alcool est dangereux et illicite dans certains juridictions. Ainsi, il peut être illicite d'avoir un récipient ouvert d'une boisson alcoolisée dans l'habitacle d'un véhicule automobile ou dans une zone spécifique de ce compartiment,.
En cas d'accident, l'assurance automobile peut être automatiquement déclarée invalide pour un conducteur en état d'ébriété, ce dernier sera entièrement responsable des dommages. Une condamnation pour conduite sous influence entraîne souvent une augmentation importante des primes d'assurance automobile.
Le modèle allemand sert à réduire le nombre d'accidents en identifiant les conducteurs inaptes et en révoquant leur permis jusqu'à ce que leur aptitude à conduire soit à nouveau établie. L'évaluation médicale psychologique (MPA) établit un pronostic de l'aptitude à conduire à l'avenir et offre la possibilité de réadaptation individuelle au délinquant.
George Smith, un chauffeur de taxi de Londres, est la première personne à être condamnée pour avoir conduit un véhicule à moteur en état d'ébriété, le 10 septembre 1897, en vertu d'une loi de 1872. Il est alors condamné à une amende de 25 shillings, 
soit 143 £ en 2025.

### Risques

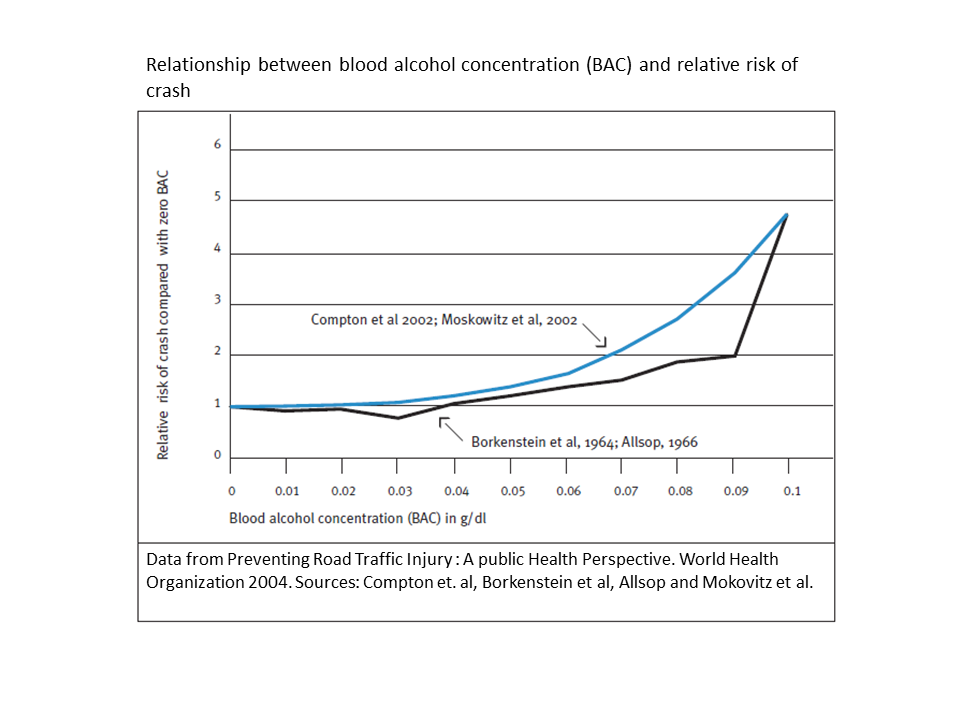
Risque d'accident en fonction de l'alcoolémie.

Pourcentage de décès dans des accidents de voiture aux États-Unis où l'alcoolémie du conducteur était de 0,01 et plus entre 1999 et 2012.

La conduite sous influence est l'un des principaux facteurs de risque contribuant aux accidents de la route. Pour les Européens âgés de 15 à 29 ans, la conduite sous l'influence est l'une des principales causes de mortalité. Selon la National Highway Traffic Safety Administration, les collisions liées à l'alcool ont causé en 2010 environ 44 milliards de dollars de dommages aux Etats-Unis.
Des études montrent qu'une alcoolémie élevée augmente le risque de collisions alors qu'il n'est pas clair si un taux de 0,01 à 0,05% augmente ou diminue légèrement le risque,.
Les victimes sont plus souvent des hommes que des femmes car les traits de personnalité, l'antisocialité et la prise de risque sont impliqués dans la propension à conduire sous influence.

#### Grand Rapids Dip
Certaines études suggèrent qu'une alcoolémie de 0,01 à 0,04% aurait un risque plus faible de collisions comparé à une alcoolémie de 0%, appelé effet Grand Rapids ou Grand Rapids Dip,, d'après une étude de recherche fondamentale par Borkenstein, et al.,. Une étude suggère qu'une alcoolémie de 0,04 à 0,05% augmenterait légèrement le risque.
Certaines publications attribuent l'effet Grand Rapids à des données erronées ou supposent qu'il pourrait être dû à des conducteurs faisant preuve d'une plus grande prudence à de faibles niveaux d'alcoolémie. D'autres explications sont que cet effet est au moins en partie l'effet de blocage de l'excitotoxicité de l'éthanol et l'effet de l'alcool sur les tremblements essentiels, mais cela reste spéculatif.
La limite d'alcoolémie de 0,05% en Allemagne (depuis 1998, 0,08% depuis 1973) et les limites dans de nombreux autres pays sont fixées sur la base de l'étude de Borkenstein et al. Des chercheurs de l'Université de Würzburg montrent que toutes les collisions supplémentaires causées par l'alcool sont dues à au moins 0,06 % d'alcoolémie, 96 % d'entre elles à une alcoolémie supérieure à 0,08 % et 7 9% à une alcoolémie supérieure à 0,12 %.

## Autres drogues
Pour les conducteurs soupçonnés de conduite avec les facultés affaiblies par la drogue, les tests de dépistage des drogues sont généralement effectués dans des laboratoires scientifiques afin que les résultats soient admissibles en preuve lors d'un futur procès. En raison du nombre important de substances dégradant les capacités motrices qui ne sont pas de l'alcool, elles sont classées en différentes catégories à des fins de détection.
Aux États-Unis, le programme d'évaluation et de classification des drogues vise à détecter un conducteur aux facultés affaiblies par la drogue et à classer les catégories de drogues présentes dans son système. Il décompose la détection en un processus en douze étapes qu'un expert certifié par le gouvernement peut utiliser pour déterminer la ou les catégories de médicaments dont un suspect est affaibli. Les douze étapes sont:
1. Test d'alcoolémie
2. Entretien avec l'agent qui a procédé à l'arrestation (qui note des troubles de l'élocution, odeur d'alcool dans l'haleine, etc.)
3. Évaluation préliminaire
4. Évaluation des yeux
5. Tests psychomoteurs
6. Signes vitaux
7. Examens en chambre noire
8. Tonus musculaire
9. Sites d'injection (pour l'injection d'héroïne ou d'autres drogues)
10. Interrogatoire du suspect
11. Opinion de l'évaluateur
12. Examen toxicologique[30]

### Cannabis (et Drogues récréatives)
Les conducteurs qui ont fumé ou autrement consommé des produits du cannabis comme la marijuana ou le haschich peuvent être accusés et reconnus coupables de conduite avec facultés affaiblies dans certaines juridictions.
Une étude publiée en 2011 dans le BC Medical Journal déclare qu'il « [...] y a des preuves claires que le cannabis, comme l'alcool, altère les compétences psychomotrices nécessaires pour conduire en toute sécurité». L'étude avance que si «les conducteurs aux facultés affaiblies par le cannabis ont tendance à conduire plus lentement et avec prudence que les conducteurs en état d'ébriété, [...] les preuves montrent qu'ils sont également plus susceptibles de causer des accidents que les conducteurs n'ayant ni consommé drogue ou alcool ».
Au Canada, des services de police comme la Gendarmerie royale du Canada ont « des agents spécialement formés pour la reconnaissance et l'évaluation des drogues [ERD] [...] [qui] peuvent détecter si un conducteur a les facultés affaiblies par la drogue, en soumettant les suspects à des examens physiques » et des tests de coordination. Par exemple en 2014, dans la province canadienne de l'Ontario, un projet de loi propose que le permis de conduire soit suspendu pour ceux qui conduisent sous l'influence de drogues ou d'une combinaison de drogues et d'alcool.
Dans l'État américain du Colorado, le gouvernement de l'État indique que « [toute] quantité de marijuana consommée vous expose au risque de conduire avec les facultés affaiblies ». La loi du Colorado stipule que « les conducteurs avec cinq nanogrammes de tétrahydrocannabinol actif (THC) dans leur sang peuvent être poursuivis pour conduite sous l'influence (DUI). Cependant, quel que soit le niveau de THC, les agents des forces de l'ordre fondent les arrestations sur la déficience observée ». Comme la consommation de marijuana nuit à la capacité à conduire, il est également illégal de conduire même si la substance a été acquise légalement et prescrite par un médecin.
L'Allemagne a défini un seuil de 3,5 nanogrammes pour la présence de cannabis lors de la conduite et interdit plus sévèrement la conduite en ayant consommé à la fois de l'alcool et du cannabis.

### Médicaments sur ordonnance
Les médicaments sur ordonnance tels que les opioïdes et les benzodiazépines provoquent souvent des effets secondaires tels qu'une somnolence excessive et, dans le cas des opioïdes, des nausées. D'autres médicaments sur ordonnance comme les antiépileptiques et les antidépresseurs auraient le même effet.
Une augmentation des accidents de la route aux États-Unis au cours de plusieurs années est attribuée à l'usage de médicaments sur ordonnance avec facultés affaiblies a été un facteur majeur.
Si un travailleur a un problème de santé qui peut être traité avec des opioïdes, alors le médecin de cette personne doit être informé que la conduite automobile fait partie des tâches du travailleur et l'employeur doit l'être également. Les travailleurs ne doivent pas utiliser de substances lorsqu'ils conduisent ou utilisent des engins de chantier comme des chariots élévateurs ou des grues. Si le travailleur doit conduire, le fournisseur de soins de santé ne doit pas lui prescrire d'opioïdes.
Si la prise d'opioïdes est obligatoire, son employeur doit lui assigner un travail adapté à son état de faculté affaiblie et ne pas l'encourager à utiliser un équipement sensible à la sécurité.

## Lois par pays
Les lois relatives à la conduite en état d'ébriété varient selon les pays ou les régions infranationales (par exemple, les États ou les provinces), et une teneur en alcoolémie variable est requise avant qu'une accusation ou une condamnation ne puisse être prononcée.
Beaucoup de ces lois s'appliquent également à la motocyclette, à la bicyclette, à la navigation de plaisance, au pilotage d'aéronefs, à l'utilisation d'équipements agricoles mobiles tels que les tracteurs et les moissonneuses-batteuses, à l'équitation ou à la conduite d'un véhicule tiré par des chevaux, éventuellement avec un niveau d' alcoolémie différent de celui de la conduite automobile.
Certaines juridictions ont plusieurs niveaux d'alcoolémie limites pour différentes catégories de conducteurs. Par exemple, l'état de Californie a une limite générale d'alcoolémie de 0,08 % mais une limite de 0,04 % pour les opérateurs commerciaux et de 0,01 % pour les conducteurs de moins de 21 ans ou en probation pour des infractions antérieures. Dans certaines juridictions, les conducteurs aux facultés affaiblies qui blessent ou tuent une autre personne en conduisant peuvent être passibles de sanctions plus lourdes.
Les condamnations pour alcoolémie trop élevée peuvent entraîner des peines de prison de plusieurs années et des sanctions comme des amendes ou la confiscation de ses plaques d'immatriculation et de son véhicule. Dans de nombreuses juridictions, un juge peut également ordonner l'installation d'un dispositif de verrouillage du système d'allumage nécessitant une vérification de l'alcoolémie. Certaines juridictions exigent que les conducteurs reconnus coupables d'infractions utilisent des plaques d'immatriculation spéciales qui se distinguent facilement des plaques ordinaires. Elles sont alors connues dans le langage populaire comme "plaques de fête" ou "plaques à whisky".
Dans de nombreux pays, les contrôles d'alcoolémie (barrages routiers des voitures de police où les conducteurs sont contrôlés), les suspensions de permis de conduire, les amendes et les peines de prison pour les délinquants sont utilisés dans le cadre d'un effort pour dissuader la conduite avec des facultés affaiblies. En outre, de nombreux pays organisent des campagnes de prévention qui utilisent la publicité pour sensibiliser les gens au danger de conduire avec les facultés affaiblies et aux amendes et poursuites pénales potentielles, encourageant par exemple les conducteurs à prendre les taxis ou les transports en commun chez eux après avoir consommé de l'alcool ou d'autres drogues.

### Argentine
En Argentine, il est criminel de conduire un véhicule si son alcoolémie est de 0,03 % ou plus au niveau de la juridiction locale/municipale et de 0,04 % sur une route ou une autoroute sous la juridiction fédérale ou de la gendarmerie. Sur les autoroutes et routes de la Province de Córdoba, une politique de tolérance zéro est appliquée par la patrouille routière de l'État et il est interdit de conduire avec une alcoolémie supérieure à 0,00 %.

### Australie
En Australie, conduire en état d’ebriété est une infraction pénale si son taux d’alcoolémie est de 0,05 %, abaissée à 0,00 % si le conducteur est un apprenti ou a un permis provisoire. La police australienne utilise des stations de tests d'haleine ou de drogue aléatoires. Les personnes qui ont une consommation excessive d'alcool ou de substances interdites sont emmenées soit dans un poste de police, soit dans un poste de test d'haleine aléatoire pour une analyse plus approfondie. Les personnes dépassant les 0,08 % se voient révoquer immédiatement leur permis et doivent comparaître devant le tribunal.

### Canada
Au Canada, le refus de souffler dans un analyseur d'alcoolémie fourni par un agent de police entraîne les mêmes peines que le fait d'être reconnu coupable de conduite en état d'ébriété.
Les commentaires varient sur les tests de sobriété normalisés sur le terrain (SFST) au Canada. Certaines sources, en particulier les sources officielles, indiquent que les SFST sont obligatoires,, tandis que d'autres sources sont silencieuses sur les tests FST. Selon certains rapports, le refus de se soumettre à un SFST peut entraîner les mêmes sanctions que la conduite avec facultés affaiblies.
Le code criminel du Canada § 254 (1) et (5) aborde cette question, mais uniquement en ce qui concerne les tests chimiques (haleine, sang, etc.) 

### Slovénie
En Slovénie, le permis de conduire de ceux qui rejettent le test de sobriété peut être révoqué de façon permanente et leur révocation reste indéfiniment dans les dossiers. A la Cour européenne des droits de l'homme, une affaire vise à juger en 2020 qu'une telle sanction est excessive.

### Corée du Sud
En Corée du Sud, conduire un véhicule si son taux d’alcool est égal ou supérieur à 0,03 % constitue un délit. La police gère souvent des points de contrôle de la sobriété sans préavis, et refuser un test de sobriété constitue une infraction pénale. La conduite sous l'influence de l'alcool entraîne la suspension ou la disqualification du permis de conduire.
Dans le cas d'accidents mortels, il est souvent reproché que la peine prononcée par les tribunaux sud-coréens soit trop faible. En effet, la norme de condamnation pour les accidents mortels de conduite avec facultés affaiblies en Corée du Sud est de 8 à 10 ans de prison. En fait, la plupart d'entre eux se retrouvent avec environ 3 ans de prison, et même les récidivistes de l'alcool au volant sont souvent condamnés à 3 ans de prison, la peine minimale. Pour cette raison, la Corée du Sud a le risque le plus élevé d'accidents de conduite en état d'ébriété au monde.

### Royaume-Uni
En droit britannique, être ivre lorsque l'on est aux commandes d'un véhicule à moteur constitue une infraction pénale. La définition dépend de choses telles que se trouver dans ou près du véhicule et avoir accès à un moyen de démarrer le moteur du véhicule (c'est-à-dire les clés du véhicule).
Les lois britanniques sur la conduite des drogues sont modifiées en 2015. Les changements comprennent un nouveau kit de test routier pouvant détecter la présence de cocaïne et de cannabis dans la salive d'un suspect et des limites de tolérance zéro pour un certain nombre de drogues illicites. Des limites sont également fixées pour certains médicaments sur ordonnance,.

### États-Unis

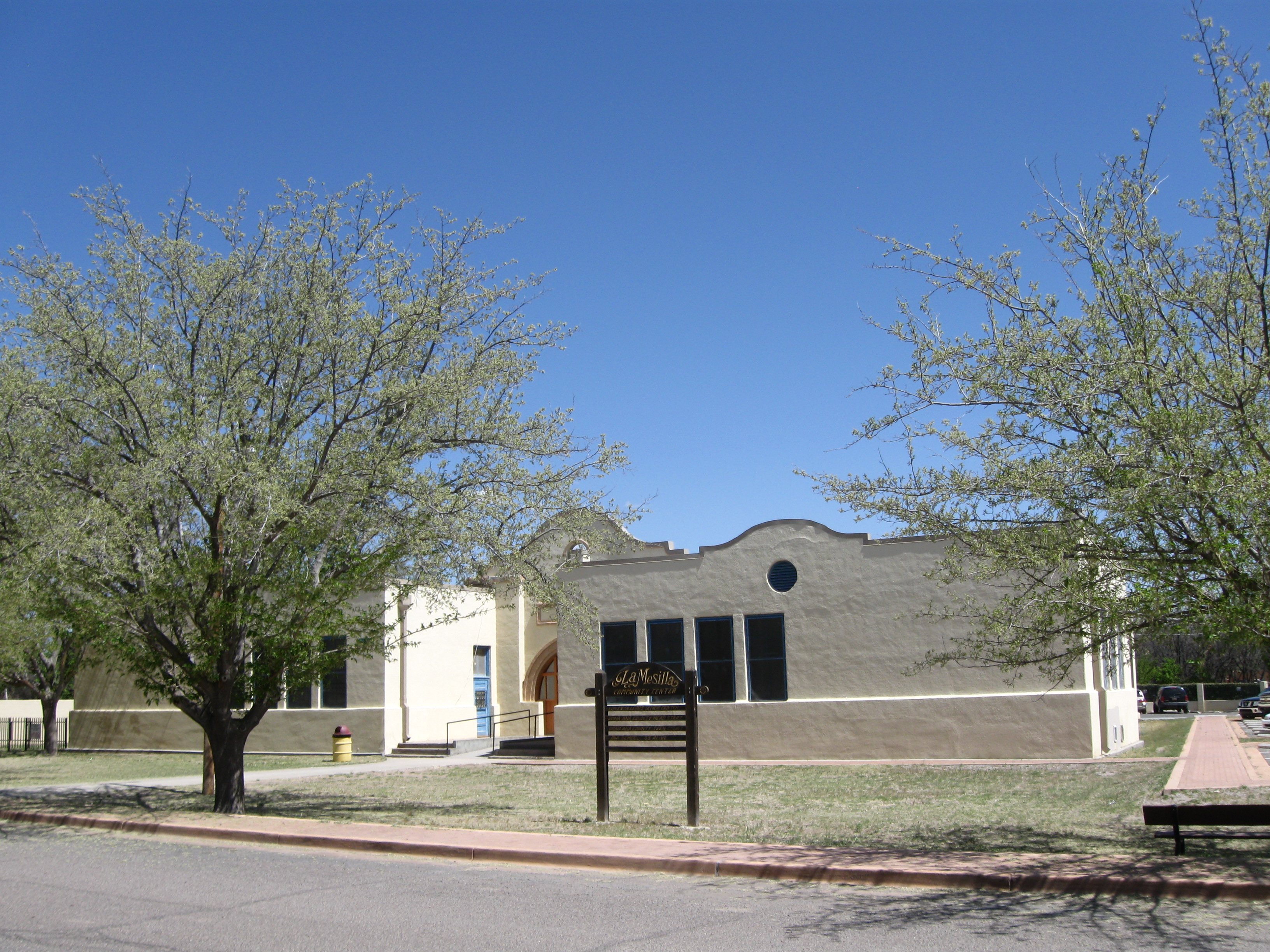
Le centre communautaire La Mesilla, situé à Mesilla, au Nouveau-Mexique, abrite une école de conduite en état d'ébriété.

En vertu des lois des États-Unis, il est illégal de conduire un véhicule à moteur lorsque la capacité de le faire est matériellement diminuée par la consommation d'alcool ou d'autres drogues, y compris des médicaments sur ordonnance. Pour les accusations de conduite avec facultés affaiblies impliquant la consommation d'alcool, la limite est fixée à 0,08 % bien qu'il soit possible d'être reconnu coupable de conduite avec facultés affaiblies avec une alcoolémie inférieure.
Dans certains États, une personne en état d'ébriété peut être condamnée dans une voiture garée si l'individu est assis derrière le volant de la voiture. Dans certaines juridictions, l'occupant d'un véhicule peut être accusé de conduite avec facultés affaiblies même s'il dort sur le siège arrière sur la base d'une preuve de risque que l'occupant mette le véhicule en mouvement en état d'ébriété. Certains États autorisent une accusation de tentative de DUI si un agent peut raisonnablement déduire que le défendeur avait l'intention de conduire un véhicule avec les facultés affaiblies.
Les infractions répétées ou un accident de voiture avec facultés affaiblies entraînant des blessures corporelles à autrui peuvent entraîner des sanctions plus sévères et potentiellement entraîner une accusation de crime.
De nombreux États américains adoptent la vérité dans la détermination de la peine et  appliquent des directives strictes en ce qui concerne la peine, empêchant de réduire a posteriori la durée de la prison par exemple.
Certains États autorisent la condamnation pour conduite avec facultés affaiblies sur la base d'une mesure du THC, par le biais de tests sanguins ou d'urine. Par exemple, au Colorado et à Washington, conduire avec un taux sanguin de THC supérieur à 5 nanogrammes peut entraîner une condamnation pour conduite sous influence. Au Nevada, la limite légale de THC est de 2 nanogrammes.
Dans les États qui n'ont pas encore établi un taux sanguin de THC qui déclenche une présomption de conduite avec facultés affaiblies, un conducteur peut également être reconnu coupable de conduite avec facultés affaiblies sur la base des observations de l'agent et de sa performance à d'autres tests de sobriété,. D'après une étude de 2011, l'âge légal minimum de consommation d'alcool de 21 ans sauverait des centaines de vies chaque année parmi les jeunes adultes âgés de 18 à 20 ans.

## Politiques d'emploi
De nombreux employeurs ou professions ont leurs propres règles et limites d'alcoolémie. Par exemple, la Federal Railroad Administration des États-Unis et la Federal Aviation Administration ont une limite de 0,04 % pour le personnel de train et le personnel navigant. Certaines grandes entreprises ont leurs propres règles comme la Union Pacific Railroad qui a sa propre limite d'alcoolémie de 0,02 %. Si elle n'est pas respectée au cours d'un test aléatoire ou d'un test pour cause d'un accident de la route en service, elle peut entraîner un licenciement sans possibilité de réembauche future.